# 로봇 워즈
《로봇 워즈》(Robot Wars)는 미국에서 제작된 앨버트 밴드 감독의 1993년 SF, 액션 영화이다. 돈 마이클 폴 등이 주연으로 출연하였고 찰스 밴드 등이 제작에 참여하였다.

## 출연

### 주연
- 돈 마이클 폴
- 바바라 크램톤

### 조연
- 제임스 스털리
- 리사 린나
- 대니 케임코너
- 유지 오쿠모토
- J. 도닝
- 피터 하스켈
- 샘 스카버
- 스티브 이스틴
- 피터 마크 바스퀘즈
- 버크 번즈
- 케이스 S. 페이슨
- 파멜라 위버
- 리 매그너슨
- 마틴 L. 칼튼
- 에릭 B. 신던
- 브렉 그레이엄
- 벤자민 시처
- 주안 가르시아

## 기타
- Line PD: 케이스 S. 페이슨
- 미술: 밀로
- 의상: 마크 브릿지
- 배역: 페리 벌링톤
- 배역: 로버트 맥도널드